# Onzichtbaarheidsmantel
Een Onzichtbaarheidsmantel (ook Mantel van Onzichtbaarheid) (Engels: Invisibility Cloak) is een voorwerp dat voorkomt in de boeken en films over Harry Potter, geschreven door J.K.Rowling. Een Onzichtbaarheidsmantel zorgt ervoor dat alles wat door de mantel bedekt wordt, onzichtbaar is. De meeste Onzichtbaarheidsmantels zijn gewone mantels waarover een spreuk is uitgevoerd. De mantel van Harry Potter is de enige uitzondering. Deze mantel is uniek, onverslijtbaar en onverwoestbaar, en maakt alles écht volledig onzichtbaar.
Goedkopere onzichtbaarheidsmantels worden in sommige gevallen geweven van de huid van een Demiguise.

## Het eerste boek
Harry Potter krijgt in zijn eerste schooljaar op Zweinstein een Onzichtbaarheidsmantel als kerstcadeau. Aanvankelijk weet hij niet wie de mantel heeft gestuurd, al wordt later wel bekend dat de mantel van Harry's vader James is geweest en dat hij die voor zijn dood aan Perkamentus, de hoofdmeester van Zweinstein, in bewaring heeft gegeven. Aan het eind van het eerste boek vertelt Perkamentus dit aan Harry. Hij is ook degene die de mantel met Kerstmis aan Harry heeft gegeven.
Al direct in zijn eerste schooljaar maakt Harry gebruik van de mantel wanneer hij in de Verboden Sectie van de schoolbibliotheek op zoek gaat naar informatie over de Steen der Wijzen en over Nicolaas Flamel. Ook in de rest van zijn schoolcarrière komt de mantel goed van pas, zoals in het vierde boek, wanneer Hagrid Harry meeneemt naar het Verboden Bos om hem de draken te laten zien die Harry moet verslaan bij het Toverschool Toernooi.
In zijn laatste schooljaar komt Harry erachter dat zijn mantel eeuwenlang in de familie is doorgegeven en zelfs voorkomt in een sprookje in het kinderboek De Vertelsels van Baker de Bard. Zijn mantel is uniek, er bestaat geen tweede.

## Personages die eigenaar zijn geweest van de "echte" Mantel van Onzichtbaarheid
- Ignotus Prosper (de oorspronkelijke eigenaar) en zijn nakomelingen
- James Potter
- Albus Perkamentus (in bruikleen)
- Harry Potter
- James Sirius Potter
- Albus Potter

## Personages die een andere onzichtbaarheidsmantel hebben gehad
- Alastor Dolleman
- Bartolomeus Krenck Jr.
- Severijn Zonderland, die onder invloed van de Imperiusvloek een mantel van Dolleman niet teruggaf na hem geleend te hebben.

## Het zevende boek
In het zevende boek wordt ook bekend dat de onzichtbaarsheidsmantel van Harry een van de Relieken van de Dood is.
In totaal zijn er drie relieken, namelijk:
- De Zegevlier
- De Steen van Wederkeer
- De Mantel van Onzichtbaarheid